# 瓦茨拉夫·什图尔克
瓦茨拉夫·什图尔克（1858年8月21日—1939年2月21日）是捷克斯洛伐克的一个政治家。他出生于奥地利帝国捷克利托维采。他曾是捷克斯拉夫人社会民主工党成员。1921年—1922年，任捷克斯洛伐克共产党首任主席。1925年—1929年，任捷克斯洛伐克国民议会参议院议员。1927年，他作为捷共候选人参加总统选举。1929年，随着克莱门特·哥特瓦尔德成为捷共的领导人，他被捷共开除。随后，他加入捷克斯洛伐克共产党（列宁主义）。1932年，他重新加入捷克斯洛伐克社会民主工党（即原捷克斯拉夫人社会民主工党）。1939年，他在布拉格去世。